# 루이스 퀸

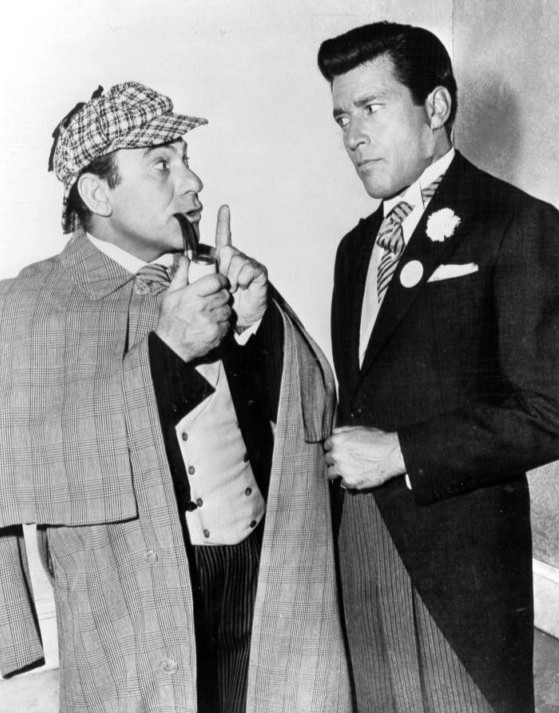

루이스 퀸(Louis Quinn, 1915년 3월 23일 ~ 1988년 9월 14일)은 미국의 배우, 텔레비전 배우이다.
시카고에서 태어났으며 로스앤젤레스에서 사망하였다. 사인은 암이다.

## 영화
- 모두가 대통령의 사람들 (1976년)
- 린다 러브레이스를 대통령으로 (1975년)
- 배트맨 - 66년 TV 시리즈 (1966년)
- 미스터 풍선 인간 (1966년)
- 집시 (1962년)
- 오션스 일레븐 (1960년)
- 선셋 77번가 (1958년)
- 샤이안 (1955년)